# Epactoides lissus
Epactoides lissus là một loài bọ cánh cứng trong họ Bọ hung (Scarabaeidae).